# Rancogne
Rancogne is een plaats en voormalige gemeente in het Franse departement Charente (regio Nouvelle-Aquitaine) en telt 330 inwoners (1999). De plaats maakt deel uit van het arrondissement Angoulême. Rancogne is op 1 januari 2016 gefuseerd met de gemeente Vilhonneur tot de gemeente Moulins-sur-Tardoire. 

## Geografie
De oppervlakte van Rancogne bedraagt 12,6 km², de bevolkingsdichtheid is 26,2 inwoners per km².
De onderstaande kaart toont de ligging van Rancogne met de belangrijkste infrastructuur en aangrenzende gemeenten.

## Demografie
Onderstaande figuur toont het verloop van het inwonertal (bron: INSEE-tellingen).